# École de l'Excellence
L'École de l'Excellence, sise à Québec, est un organisme à but non lucratif qui offre un enseignement reconnu par le Ministère de l’Éducation du Québec (MEQ).
L'école offre une scolarité où l’enseignement de la langue arabe est au cœur de la transmission des traditions et des valeurs musulmanes de dépassement de soi, de soif du savoir, de respect de soi et de son environnement. 
Depuis septembre 2007, l'école primaire privée est ouverte à tous. On y enseigne les programmes réguliers en plus de cours de langue arabe. Elle possède d'ailleurs une garderie pour les enfants de 18 mois à 5 ans. 